# Nadine Shahin
Nadine Shahin, née le 14 juin 1997 au Caire, est une joueuse professionnelle de squash représentant l'Égypte. Elle atteint le 14e rang mondial en septembre 2021, son meilleur classement. 

## Biographie
Elle commence dès son plus jeune âge, inspirée par son père lui-même compétiteur de squash. Malgré la mort de celui-ci alors qu'elle avait 11 ans, elle bénéficie des conseils et de l'encadrement de Hesham El Attar et s'affirme comme junior malgré une concurrence féroce dans son propre pays. Après une année 2014 qui la voit gagner plusieurs tournois dont deux successifs sur le tour malaisien, elle émerge sur la scène internationale en 2016 lors du championnat du monde 2015 où elle sort du tableau de qualifications et s'incline en 1/8e de finale face à sa compatriote Nouran Gohar. En décembre 2019, elle intègre pour la première fois le top 20.